# Вайнплатц
Вайнплатц (нем. Weinplatz, буквально — «Винная площадь») — площадь в Цюрихе.
Вайнплац расположен в историческом центре Цюриха, на месте кельтско-римского Турикума, располагавшегося на юго-восточном подножии холма Линденхоф, к западу от Ратушного моста, к северу от площади Мюнстерхоф и к югу от квартала Шипфе на восточном берегу реки Лиммат.
Место, где располагается Вайнплатц, обитаемо как минимум с 70-75 гг нашей эры. Это было укреплённое поселение Турикум с каменными зданиями и мощёными дорогами. При строительстве Мюнстербрюкке были обнаружены археологические свидетельства того, что на этом месте была гавань, а между Вайплатцем и церковью Святого Петра обнаружены остатки терм II-IV вв.
Вайнплац в Средневековье использовался как хранилище для зерна и овощей, а с 1630 года стал рынком для местных вин, получив современное название. Хотя уже в 1647 году рынок переехал на площадь Мюнстерхоф, название осталось прежним.
В настоящее время Вайнплац является популярным туристическим местом, расположенным недалеко от площади Мюнстерхоф, здесь расположены некоторые небольшие магазины и кафе. Здесь же расположен отель Сторхен с собственным лодочным причалом. Район является частью пешеходной зоны в старом Цюрихе, поэтому движение транспортных средств ограничено, а индивидуальный транспорт практически запрещён за редким исключением. Небольшая площадь Вайнплатц переходит в широкий Ратушный мост, фактически образуя единое пространство.

## Галерея

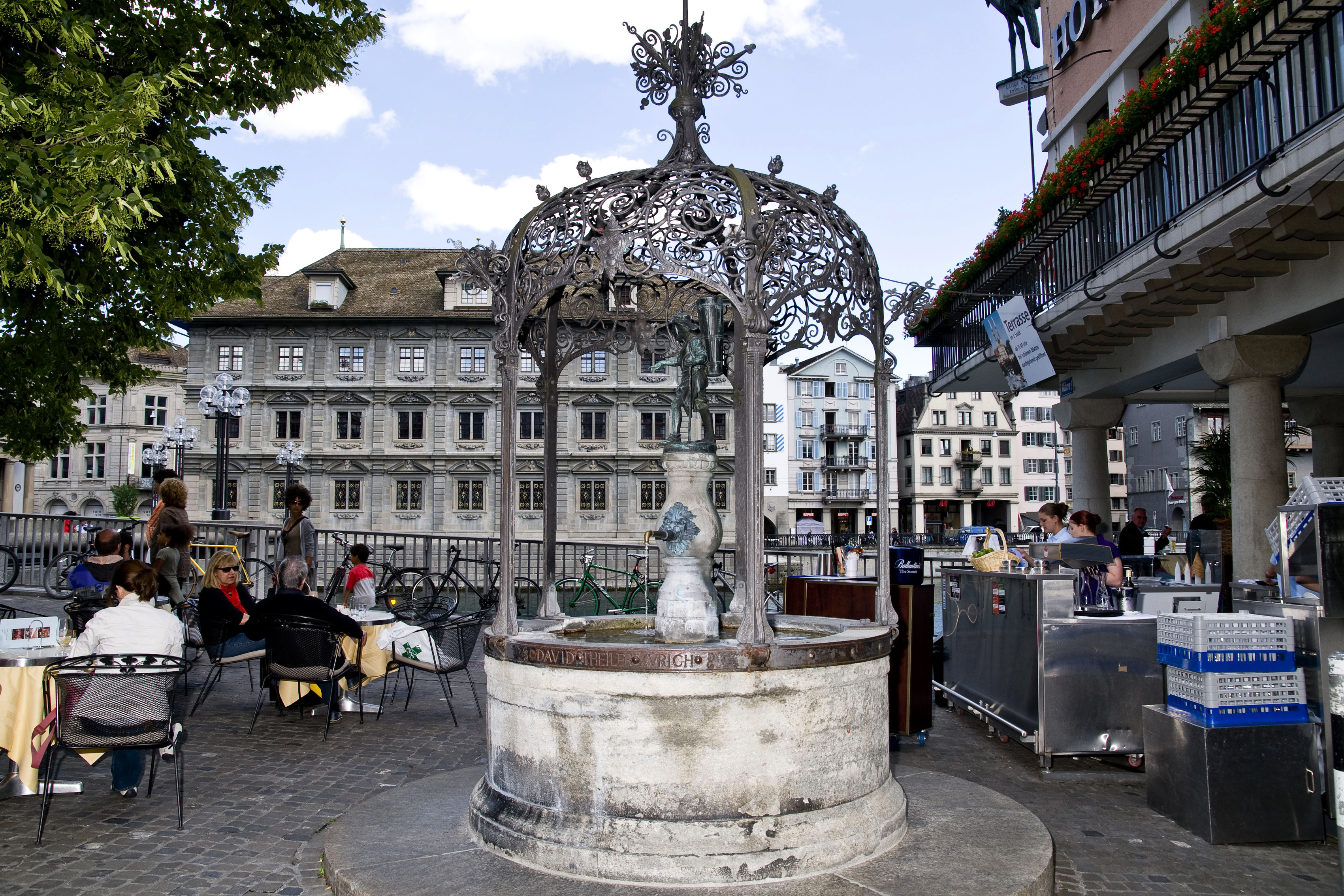
Фонтан на площади
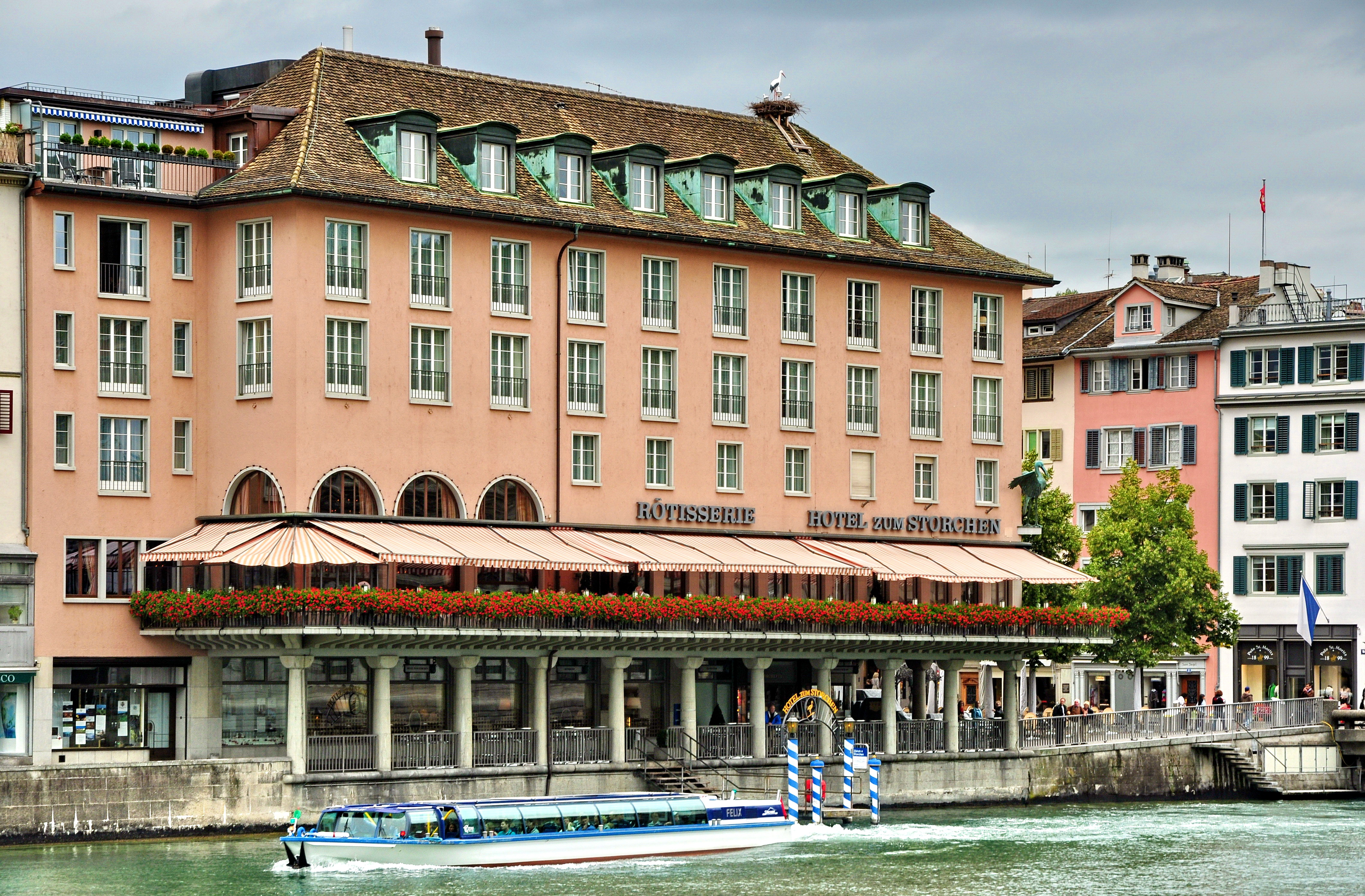
Отель Сторхен
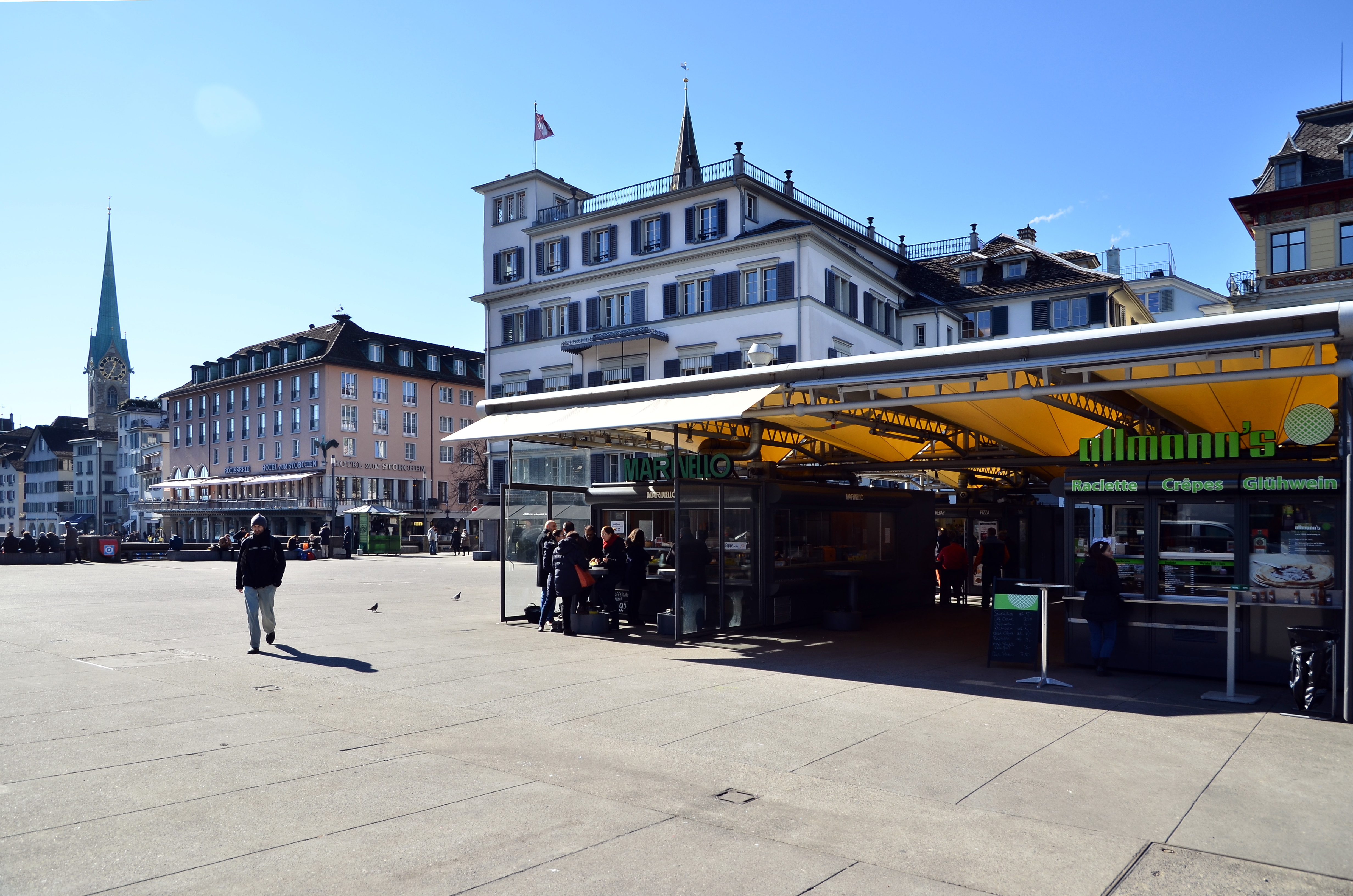
Вид с Ратушного моста
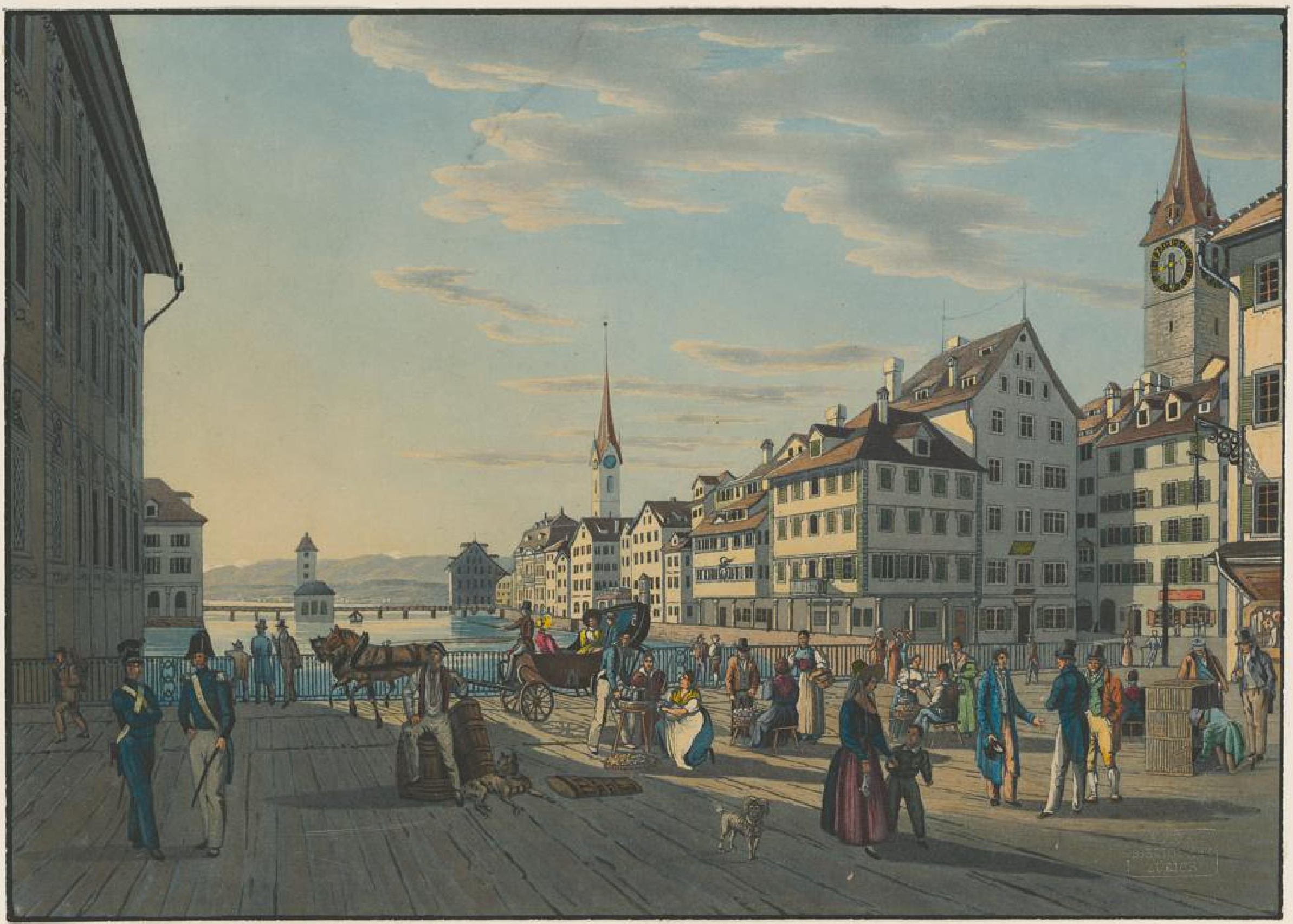
Рисунок Вайнплатца 1835 года